# Beleganjur

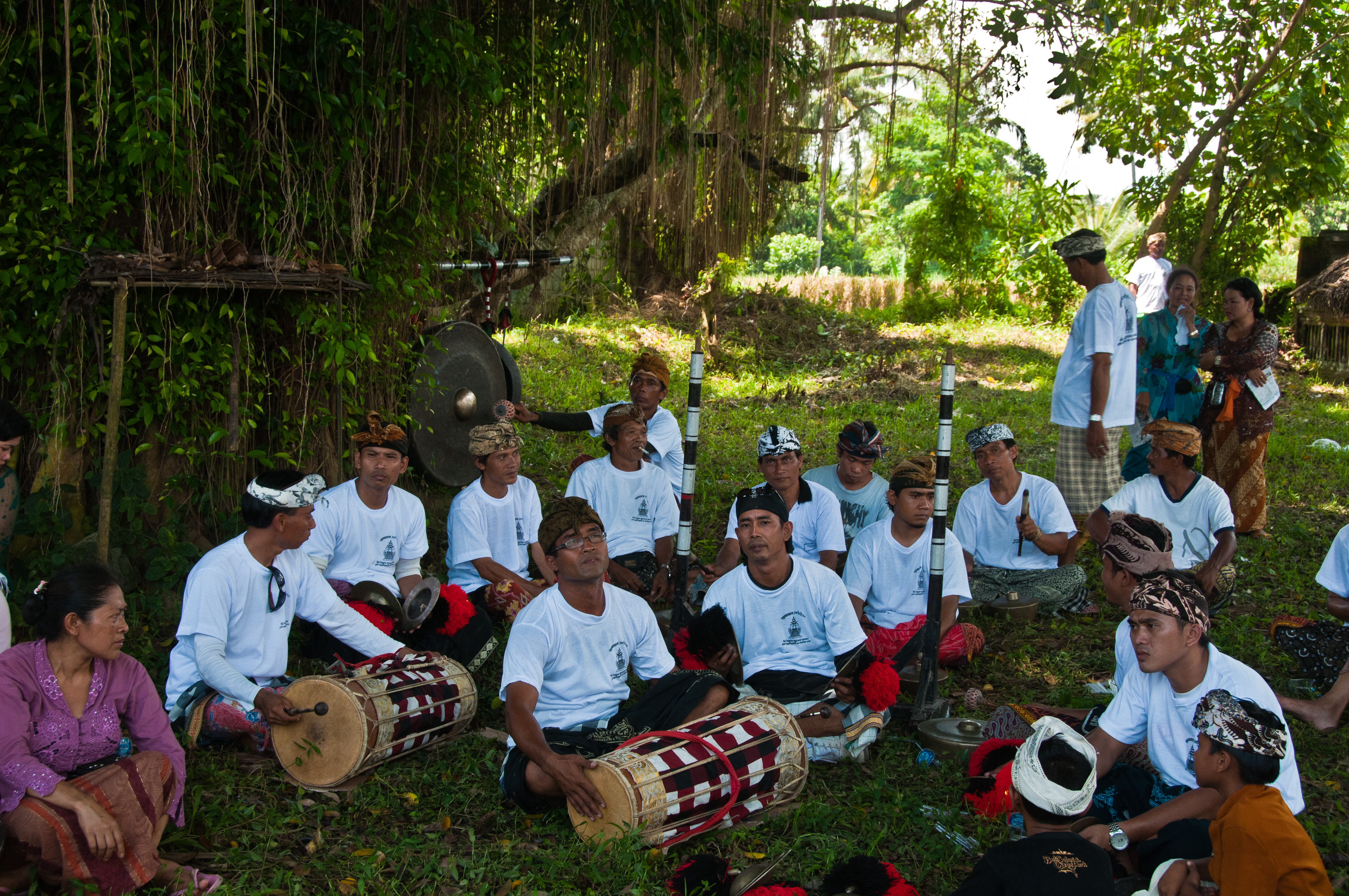
Músics a una cerimònia de processó i cremació a Bali

El gamelan beleganjur (també escrit balaganjur) és un dels estils més populars de la música de gamelan a Bali. El seu anàleg més proper a occident probablement és la banda militar.

## Història
Com la banda militar occidental, el propòsit original del beleganjur era acompanyar exèrcits a la batalla i generar por al cor de l'enemic. De fet, gamelan beleganjur literalment significa gamelan de guerrers caminants. També com el seu símil occidental, avui dia el beleganjur ha perdut la seva associació amb la guerra i, en comptes d'això, s'associa amb festivals, competicions i cerimònies de cremació.
Tot i que l'origen del beleganjur és incert, té una certa similitud amb el gamelan gong bheri.

## Instrumentació
El conjunt de beleganjur més primitiu, conegut com a bebatelan, consistia només en nou instruments:
- Un "gong gran": gong ageng
- Un gong secundari, amb el cap enfonsat en comptes d'aixecat com l'actual: bendé
- Quatre parells de plats petits: (ceng-ceng)
- Dos tambors de forma i afinació diferents, considerats mascle i femella: kendang
- Un gong petit aguantat amb la mà que actua com a metrònom: kempli.

Els tambors i els plats generalment toquen patrons d'enclavamanet sobre l'ostinato del ritme del gong gongan.
Avui dia rarament es coneix el bebatelan; la seva instrumentació forma el nucli del conjunt més modern: el beleganjur bebonangan. La instrumentació addicional del conjunt beleganjur bebonangan és:
- Un segon gong ageng, formant un parell de gongs mascle/femella
- Un gong mitjà: kempur
- Quatre ceng-ceng addicionals fins a arribar a vuit
- Dos gongs afinats i sostinguts amb la mà: ponggang
- Quatre gongs similars però d'afinació més aguda: bonang

Els bonang són idèntics als pots individuals del reyong; de fet, molts grups simplement eliminen els pots del marc d'un reyong perquè puguin duplicar-se com el bonang, i el bonang sovint es coneix com a "reyong" per aquest motiu. El ponggang sol interpretar un patró ostinato característic mentre que el bonang interpreta patrons d'enclavament més complexos coneguts com a kotekan.

## Funció cultural
El gamelan beleganjur és essencial a les cerimònies religioses hindús de Bali. Existeixen ritus per apaivagar els esperits del mal i honorar els bons, festivals als temples per celebrar l'aniversari de la dedicació i cerimònies de cremació per a netejar les ànimes dels difunts i preparar-los per a la reencarnació. Encara que algunes cerimònies s'associen amb altres classes específiques de gamelan, com les cerimònies de cremació amb el gamelan angklung, no obstant això el beleganjur és omnipresent i sovint substitueix altres tipus de gamelan si no estan disponibles.